# Meseta de Ironstone
La meseta de Ironstone es una extensa altiplanicie del sudoeste de Sudán del Sur que separa este país de la República Centroafricana y una parte de la República Democrática del Congo, y en su zona más alta, en la frontera, forma la sección septentrional de la divisoria de aguas entre las cuencas de los río Nilo y Congo.

## Topología y clima
El paisaje, en el sur y sudeste de Sudán del Sur, desciende suavemente hacia el nordeste desde la divisoria Congo-Nilo hacia los pantanos del río Bahr el-Ghazal. La divisoria está formada por una meseta que alcanza entre 800 y 1.000 m de altitud, con algunos picos que llegan a los 1.700 m. En la zonas más altas de la meseta, se forman estrechos valles que separan inselbergs, altas mesetas aisladas. Los ríos más importantes, de norte a sur, Boro, Pongo, Wau, Sue e Ibba, drenan hacia el nordeste alimentando los humedales de la llanura hasta unirse al Bahr el-Ghazal, que desemboca en el Nilo Blanco en el lago No. 
La lluvia, entre 700 y 900 mm es más alta en la meseta, por la influencia de los vientos del oeste, que en las llanuras inundables arcillosas, más bajas, del Nilo. 

## Suelo y vegetación
La meseta de Ironstone toma su nombre (piedra de hierro) de los suelos lateríticos, de color rojo, que cubren casi toda el área. Estos suelos, pobres en silicio y ricos en hierro y otros minerales, forman costras delgadas y duras cuando se extrae la vegetación original y son improductivos para la agricultura, aunque normalmente están arbolados. En Sudán del Sur, solo son aprovechables en el Cinturón Verde, en el extremo sudoeste de Ecuatoria Occidental y en una región en torno a las montañas Imatong. La zona norte y oriental de la meseta de Ironstone, en zonas más llanas, de penillanura, está cubierta por un vertisol, un suelo negro que se forma en herbazales inundables. Cuando está seco, este suelo se expande, y cuando se moja, se vuelve elástico, haciendo muy difícil caminar. 

## Población
La gente de la meseta habla generalmente lenguas bantúes, mientras que la gente de la llanura habla lenguas nilóticas. La población de la meseta incluye azandes en Ecuatoria Occidental y hablantes de lengua bari en Ecuatoria Central y otras partes del Nilo. Crían ganado y practican algo de agricultura de secano, cultivando cereales como sorgo y mijo perla, verduras y mandioca en cultivos mixtos. Otros cultivos son cacahuetes, sésamo, alubias y ocra, mangos, cítricos y melones. El mejor suelo para la agricultura se da en los lechos de los ríos que drenan la meseta.